# Street Football/Episodenliste
Diese Liste der Episoden von Street Football enthält alle Episoden der französischen Zeichentrickserie Street Football. Die Fernsehserie umfasst derzeit vier Staffeln mit 78 Episoden.

## Staffel 1
| Nr. (ges.) | Nr. (St.) | Deutscher Titel | Originaltitel              | Erstausstrahlung Frankreich | Deutschsprachige Erstausstrahlung (D) |
| ---------- | --------- | --------------- | -------------------------- | --------------------------- | ------------------------------------- |
| 1          | 1         | –               | Duel au vieux port         | TBA 2007                    | –                                     |
| 2          | 2         | –               | Goal surprise              | TBA 2007                    | –                                     |
| 3          | 3         | –               | Mise à l’épreuve           | TBA 2007                    | –                                     |
| 4          | 4         | –               | L’amitié d’un capitaine    | TBA 2007                    | –                                     |
| 5          | 5         | –               | Le Lion d’Afrique          | TBA 2007                    | –                                     |
| 6          | 6         | –               | Les Tigres de papier       | TBA 2007                    | –                                     |
| 7          | 7         | –               | Naissance d’un rêve        | TBA 2007                    | –                                     |
| 8          | 8         | –               | La grande sélection        | TBA 2007                    | –                                     |
| 9          | 9         | –               | Un choix impossible        | TBA 2007                    | –                                     |
| 10         | 10        | –               | Les Diables du Bronx       | TBA 2007                    | –                                     |
| 11         | 11        | –               | Le Mondial de Foot de rue  | TBA 2007                    | –                                     |
| 12         | 12        | –               | Les ennemis dans l’ombre   | TBA 2007                    | –                                     |
| 13         | 13        | –               | Les inséparables           | TBA 2007                    | –                                     |
| 14         | 14        | –               | Romance brésilienne        | TBA 2007                    | –                                     |
| 15         | 15        | –               | L’institut est en danger   | TBA 2007                    | –                                     |
| 16         | 16        | –               | Secrets enfouis            | TBA 2007                    | –                                     |
| 17         | 17        | –               | Carton rouge               | TBA 2007                    | –                                     |
| 18         | 18        | –               | À la lueur des étoiles     | TBA 2007                    | –                                     |
| 19         | 19        | –               | Les Scorpions du Désert    | TBA 2007                    | –                                     |
| 20         | 20        | –               | Le secret de Mamie Riffler | TBA 2007                    | –                                     |
| 21         | 21        | –               | Les Dragons de Shanghai    | TBA 2007                    | –                                     |
| 22         | 22        | –               | Gabriel a craqué           | TBA 2007                    | –                                     |
| 23         | 23        | –               | Sponsor secret             | TBA 2007                    | –                                     |
| 24         | 24        | –               | Vaincre avec l’ennemi      | TBA 2007                    | –                                     |
| 25         | 25        | –               | Le meilleur d’entre nous   | TBA 2007                    | –                                     |
| 26         | 26        | –               | Black out sur la finale    | TBA 2007                    | –                                     |

## Staffel 2
Die Erstausstrahlung von Staffel 2 erfolgte in Deutschland bei Tele 5 nicht in chronologischer Reihenfolge.
| Nr. (ges.) | Nr. (St.) | Deutscher Titel                    | Originaltitel           | Zusammenfassung | Erstausstrahlung Frankreich | Deutschsprachige Erstausstrahlung (D) |
| ---------- | --------- | ---------------------------------- | ----------------------- | --- | --------------------------- | ------------------------------------- |
| 27         | 1         | Zwei neue für die Blues            | 2 Bleus chez les Bleus  | Nachdem die Tekno-Zwillinge die Mannschaft der Blues verlassen haben, wollen auch Tag, Eloise und Gabriel dem Street Football den Rücken kehren, doch nach einer offiziellen Herausforderung durch die rabiaten Psycho-Killers ändern die drei Kids aus Maryport ihre Meinung. Jetzt fehlen ihnen nur noch zwei Spieler, denn beim Street Football muss man mindestens zu fünft sein...                                             | TBA 2008                    | 18. Apr. 2011                         |
| 28         | 2         | Was wäre wenn?                     | Jongler avec son passé  | Jeremy wird von seinem Ex-Team, den Skyrunners, kontaktiert. Sie sind die Champions im Urban-Ball und wollen ihn zurück. Er weiß nicht, was tun: entweder sich gemeinsam mit den Blues in das Abenteuer der World-Cup-Qualifizierung zu stürzen oder mit den Skyunners die totale Freiheit zu leben. Nur ein Spiel zwischen den beiden Mannschaften hilft ihm, sich zu entscheiden...                                               | TBA 2008                    | 19. Apr. 2011                         |
| 29         | 3         | Die Hard-Cores                     | Les Irréductibles       | Während eines Football-Turniers werden die Blues von einem Jungen, Stephan, der im Rollstuhl sitzt, angesprochen. Er fordert sie heraus, gegen seine Mannschaft, die Indestructibles, die Unverwüstlichen, zu spielen. Was sollen die Blues tun? Noch dazu, wo Manu, Stephans großer Bruder und Anführer einer Gangster-Gang, rein gar nichts von dieser Idee hält...                                                               | TBA 2008                    | 20. Apr. 2011                         |
| 30         | 4         | Aufgepeppt                         | Une pêche d’enfer       | Die Blues schauen der Begegnung zwischen den Tigers und deren Kontrahenten, den Desperados, zu. Einer der Spieler hat eine unglaubliche körperliche Kräften. Tag und Co. glauben, dass er unter Drogen steht. Das geht gar nicht... | TBA 2008                    | 26. Apr. 2011                         |
| 31         | 5         | Zeigt’s den Machos, Mädels         | Matcho match            | Samira und ihre Freundin Manuela wollen bei einem Indoor-Fußballspiel teilnehmen, werden jedoch unsanft vor die Türe gesetzt, nur weil sie Mädchen sind. Gemeinsam mit Eloise gelingt es den beiden schließlich mit Hilfe eines Tricks zurück in die Halle zu kommen und am Turnier teilzunehmen. Dabei handeln sich die Freundinnen den Respekt der ganzen Stadt ein. Inzwischen kämpfen Tag, Gabriel und Jeremy mit einem Baby... | TBA 2008                    | 21. Apr. 2011                         |
| 32         | 6         | Ein falsches Spiel                 | Un cœur brisé           | Jeremy hat Samira, Tag ist mit Eloise zusammen. Da verliebt sich der einsame Gabriel in Marie, ein junges Ding, das seine Leidenschaft fürs Poetry Slamen teilt. Als ein weiteres Spiel für die World-Cup-Qualifizierung ansteht, driftet Gabriel unter dem Einfluss von Marie immer weiter vom Street Football ab und das, obwohl Shark einen sagenhaften Trainer ausfindig gemacht hat! Meint Marie es ernst?                     | TBA 2008                    | 27. Apr. 2011                         |
| 33         | 7         | Böses Blut                         | Anciennes rancœurs      | Victoria, eine Freundin von Eloise, will um jeden Preis bei den Blues aufgenommen werden. Als sie erfährt, dass das Street Football-Team keine Spieler mehr braucht, versucht sie trotzdem alles, damit ihr Traum wahr wird. Victoria treibt es sogar so weit, Eloise zu verletzen. Als das herauskommt, schwört sie Rache an den Blues und speziell an Eloise...                                                                   | TBA 2008                    | 28. Apr. 2011                         |
| 34         | 8         | Operation Dakar                    | Opération Dakar         | Zu seinem Geburtstag ist Gabriel von seinen Eltern nach Dakar eingeladen worden. Also postet er eine Nachricht auf der Street-Football-Website, dass er für die Kinder in Afrika Ausrüstungen sammeln und sie mitnehmen möchte. Die Resonanz ist überwältigend: Nie kann Gabriel all die Sachen allein dorthin bringen. So entsteht die Idee, mit dem gesamten Team nach Senegal zu reisen. Ob das klappt?                          | TBA 2008                    | 29. Apr. 2011                         |
| 35         | 9         | Die Saisai                         | Les Saï-Saï             | Die Blues erreichen Dakar und werden von den legendären Sai-Sai, dem besten Team Senegals, Willkommen geheißen. Das afrikanische Finale vor dem nächsten Weltcup steht an! Gabriel ist im siebten Himmel: Er wird das Spiel life und gemeinsam mit seinen Eltern sehen. Doch es gibt Ärger und die Geschichte verläuft schließlich ganz anders, als er sich das vorgestellt hat...                                                  | TBA 2008                    | 2. Mai 2011                           |
| 36         | 10        | Das Geheimnis der Schwarzen Teufel | Les Diables noirs       | Das renommierte Internat St. Xavier beschließt, den Ruhm nicht dem Riffler Institut zu überlassen. Victoria Venier, genannt Vic, die Tochter des Leiters, stellt ein Schüler-Team zusammen. Schon bald aber stellt sie fest, dass es zu schwach ist und rekrutiert Spieler aus der ganzen Welt. Die Schwarzen Teufel sind geboren und stehen den Blues bei einem entscheidenden Spiel gegenüber...                                  | TBA 2008                    | 3. Mai 2011                           |
| 37         | 11        | Vater gesucht                      | Trop de pères pour Tag  | Eines Tages entdeckt Jeremy durch einen puren Zufall ein Adoptionsschreiben im Büro der Internatsleiterin Miss Adelaide. Es legt die Identität von Tags leiblichem Vater offen. Als Tag davon erfährt, ist er schockiert. Er, ein heimatloses Balg! Tag ist so getroffen, dass er das nächste Qualifikationsspiel in Maryport in den Sand zu setzen droht...                                                                        | TBA 2008                    | 4. Mai 2011                           |
| 38         | 12        | Die Fußballfabrik                  | Les ballons de la honte | Die Blues sind auf dem Weg nach Asien, um ein wichtiges Qualifikationsspiel für den Weltcup zu stemmen. Dort entdecken sie, dass die Kinder, die im Team der Serpents of Mekong spielen, in einer ausbeuterischen Fabrik arbeiten müssen und sogar von der Schule ferngehalten werden. Die Blues kommen ihnen sofort zu Hilfe. | TBA 2008                    | 6. Mai 2011                           |
| 39         | 13        | Gute, alte Zeiten                  | Sur la touche           | Die Teknos organisieren ein kleines Freundschafts-Turnier mit den Blues. Jeremy und Samira sind einverstanden, dass die Tekno-Brüder für dieses Spiel ihre alten Plätze im Blues-Team einnehmen. Doch als die Blues so zum Traumteam avancieren, bekommen die beiden Angst um ihre Position. Da sollen die Blues auch noch sofort in ein Entscheidungsmatch gegen die Black Eagles gehen...                                         | TBA 2008                    | 5. Mai 2011                           |
| 40         | 14        | Was ist los mit Jeremy?            | Les liens oubliés       | Die Magic Boars aus einer entfernten Stadt werden immer berühmter. Sie sind noch nicht so gut, um gegen den Weltmeister zu spielen. Doch ein Freundschafts-Spiel ist anberaumt. Didi, einer der Spieler, sieht Jeremy frappierend ähnlich. Als Jeremy ihn verletzt, wird er für die nächsten drei Spiele suspendiert. Da stellt sich heraus, dass Victoria hinter Jeremys Sperrung steckt...                                        | TBA 2008                    | 9. Mai 2011                           |
| 41         | 15        | Wetten                             | Perso                   | Fede hat eine Liste mit den besten Schützen der Qualifikationsrunde erhalten. Jeremy ist auf dem ersten Platz, kurz vor Tag. Ein offener Wettkampf zwischen den beiden Jungen beginnt. Umso mehr als Eloise dem Charme von Jeremy zu erliegen scheint. Als selbst die Spielmoral und der Zusammenhalt der Mannschaft unter der Rivalität der beiden leidet, muss etwas geschehen.                                                   | TBA 2008                    | 10. Mai 2011                          |
| 42         | 16        | Die Wildkatzen                     | Les Chats sauvages      | Die Wildcats sind ein Team von jungen Zigeunern, die in einem Camp in der Nähe von Maryport leben. Sie wollen sich einen Namen im Street Football machen und fordern ausgerechnet die Blues zum Kampf heraus! Mit einer ganz eigenen Strategie gehen sie ins Match. Doch da taucht am Ende des Spiels die Polizei auf und fordert, dass die Zigeunerkinder schleunigst das Feld räumen...                                           | TBA 2008                    | 11. Mai 2011                          |
| 43         | 17        | Ein Pakt mit den Teufeln           | Pacte avec les Diables  | Ein Match ist geplant. Aber als Jeremy erfährt, dass seine Lieblings-Rapper ein Konzert in Maryport geben, entscheidet er sich gegen das Match und für die Musik und schickt Shark ins Spiel. Auf dem Feld stellen die Blues fest, dass zwei gegnerische Spieler gegen Black Devils ausgewechselt wurden. Was sollen sie tun? Zur selben Zeit entdeckt Jeremy, dass das Konzert abgesagt ist.                                       | TBA 2008                    | 13. Mai 2011                          |
| 44         | 18        | Die Eisbären                       | Les Ours blancs         | Die Blues sind nach Grönland eingeladen worden. Sie sollen die Polar Bears trainieren, die bald die Qualifikationsspiele gegen Sibirien, Alaska und Spitzbergen bestehen müssen. Zunächst sieht es nicht danach aus, als könnten sie das schaffen. Doch dank der Hilfe von den Blues gehen sie aus den Spielen als Sieger hervor. Danach aber sollen die Polar Bears plötzlich gegen die Blues spielen...                           | TBA 2008                    | 16. Mai 2011                          |
| 45         | 19        | Eine Falle für Eloise              | Match piège             | Ein Freundschafts-Spiel ist vereinbart zwischen den Blues und dem Team von Victoria, den Black Devils. Damit soll Geld für eine wohltätige Organisation gesammelt werden. Doch während des Matchs finden die Blues-Spieler heraus, dass sie in einer ausgeklügelten Falle sitzen. Sie befinden sich völlig unerwartet in einer neuen World-Cup-Entscheidungsrunde mit einem formidablen Gegner.                                     | TBA 2008                    | 17. Mai 2011                          |
| 46         | 20        | 24 Minuten                         | 24 minutes chrono       | Nur noch 24 Minuten bleiben den Blues im entscheidenden Spiel gegen die Tokio Samurai. Da passt Jeremy den Ball mit voller Kraft, so dass jener mit lautem Knall explodiert. Was nun? Das Spiel muss weitergehen. Doch weit und breit gibt es keinen Ersatzball. In wenigen Minuten wird abgepfiffen und dann steht der Sieger fest. Also wird jetzt mit allem gekickt, was nur irgendwie durch die Luft fliegen kann...            | TBA 2008                    | 18. Mai 2011                          |
| 47         | 21        | Die Asphalt-Kängurus               | Jump team               | Ein langes Wochenende ist Tag allein im Institut. Er lernt die Yamakazis kennen, die ihn wie einen Bruder aufnehmen. Er fühlt sich, als hätte er eine Familie gefunden. Verunsichert denkt er darüber nach, das Team der Blues zu verlassen. Zur selben Zeit muss Eloise Zeit mit dem Sohn von Freunden ihrer Eltern verbringen. Der verliebt sich und tut alles, um Tag eifersüchtig zu machen.                                    | TBA 2008                    | 12. Mai 2011                          |
| 48         | 22        | Ein Freund in Not                  | Pour aider un ami       | Die Blues bekommen einen Brief von Zanghezino, ihrem brasilianischen Freund. Dessen Vater ist so krank, dass er nicht mehr arbeiten kann und Zanghezino nun das Geld verdienen muss. Deswegen kann er nicht mehr Street Football spielen und auch nicht an den Ausscheidungsspielen Brasiliens teilnehmen. Die Blues nutzen eine Woche Ferien und fliegen nach Rio, um ihm zu helfen...                                             | TBA 2008                    | 19. Mai 2011                          |
| 49         | 23        | Favela-Fieber                      | Foot favelas            | Auch nachdem sein Vater mit Hilfe der Blues operiert worden ist, muss Zanghezino weiter für seine Familie arbeiten gehen. Deshalb kann er auch nicht beim Finale mitspielen. Noch einmal entscheiden sich die Blues für ihn einzustehen, den Geist des Street Football wirklich zu leben und einem Freund aus der Patsche zu helfen. Großartige Abenteuer erwarten sie in den Favelas von Rio.                                      | TBA 2008                    | 20. Mai 2011                          |
| 50         | 24        | Vic und die verrückten Fans        | Dérapage                | Der Hype um die Blues treibt krude Blüten. Eines Tages findet sich das Team mit einer Horde wild gewordener Fans konfrontiert, den Total Blues. Fast gefährden sie mit ihrem Benehmen die Teilnahme der Blues an der zweiten Weltmeisterschaft! Zugleich organisieren zwei hysterische Mädchen am Internat einen Fanclub. Der folgt den Blues überallhin. Was Eloise und Samira ziemlich stinkt.                                    | TBA 2008                    | 23. Mai 2011                          |
| 51         | 25        | Die Juwelendiebe                   | Jeu dangereux           | Zwei Diebe wollen ein Freundschaftsspiel der Blues dazu nutzen, in ein Juweliergeschäft einzubrechen und es auszurauben. Die Blues kommen den Tätern aber auf die Schliche und so versuchen diese, das Street Football-Team auszuschalten. | TBA 2008                    | 24. Mai 2011                          |
| 52         | 26        | Das Entscheidungsspiel             | Combat final            | Die Resultate aus den Qualifikationsspielen für den Street Football World Cup kommen aus allen Ecken der Welt. Nun sollte der Name des Erstqualifizierten stehen. Doch die Blues sind gar nicht auf der Liste! Schließlich kommt es zu einem spannenden Kopf-an-Kopf-Rennen mit den Black Devils. | TBA 2008                    | 25. Mai 2011                          |

## Staffel 3
Die Erstausstrahlung von Staffel 3 erfolgte in Deutschland bei Tele 5 nicht in chronologischer Reihenfolge.
| Nr. (ges.) | Nr. (St.) | Deutscher Titel                 | Originaltitel                   | Zusammenfassung | Erstausstrahlung Frankreich | Deutschsprachige Erstausstrahlung (D) |
| ---------- | --------- | ------------------------------- | ------------------------------- | --- | --------------------------- | ------------------------------------- |
| 53         | 1         | Ein neuer Worldcup              | Un nouveau Mondial              | Die Sommerferien haben gerade begonnen und Shark meldet sich bei den Rifflers. Es gibt feine Neuigkeiten: Sie haben sich für den Street Football World Cup qualifiziert! Ihr erstes Spiel müssen sie allerdings gegen die Dolphins bestehen, die zu ihrer Überraschung von Victoria gemanagt werden. Und die meint es wie gewohnt nicht besonders gut mit den Freunden... | TBA 2010                    | 26. Mai 2011                          |
| 54         | 2         | Der sechste Saisai              | Le 6e Saï-Saï                   | Gabriel verbringt viel Zeit mit Sanakha, einem der Mädchen aus dem Saisai-Team. Die Rifflers beschuldigen ihn, aus diesem Grund nicht genügend zu trainieren. So beschließt Gabriel Sanakha für eine Weile nicht mehr zu sehen. Doch dann verletzt sich ein Spieler der Saisai und Gabriel bietet sich an einzuspringen. So eine Aktion aber ist nun wirklich nicht im Sinne der Riffler... | TBA 2010                    | 27. Mai 2011                          |
| 55         | 3         | Das Zirkusteam                  | Les enfants de la balle         | Die Rifflers müssen gegen ein russisches Team spielen - die Circus Kids. Der Mannschaft eilt ihr Ruf voraus. Eines ihrer Teammitglieder, Natascha, ist ein Superstar des Street Footballs. Doch auf dem Spielfeld gibt es eine Überraschung: Das erwartete Mädchen ist ein Affe! Während die Riffler ihr Bestes geben, versucht Gabriel das kleine Biest irgendwie fügsam zu machen. | TBA 2010                    | 30. Mai 2011                          |
| 56         | 4         | Der Dribblerkönig               | Un remplaçant qui dérang        | Ben kehrt nach Maryport zurück. Ist es wirklich nur so etwas wie Heimweh, das ihn treibt? Taucht er doch ausgerechnet in dem Augenblick auf, als die Tekno-Zwillinge die Rifflers für ein Freundschaftsspiel verlassen müssen. Und irgendjemand will den Rifflers Böses. Man versucht einen gemeinen Trick nach dem anderen, um ihnen zu schaden. Ist Ben etwa der Übeltäter? | TBA 2010                    | 31. Mai 2011                          |
| 57         | 5         | Alter Ego                       | Alter ego                       | Tek ist völlig entnervt davon, ständig mit seinem Zwillingsbruder verwechselt zu werden. Er tut nahezu alles, nur um sich irgendwie von ihm abzusetzen. Seine Anstrengungen aber enden schließlich damit, dass er aufs Ganze geht und sogar den Zusammenhalt der Blues aufs Spiel setzt. Da hört der Spaß für die anderen nun wirklich auf... | TBA 2010                    | 1. Juni 2011                          |
| 58         | 6         | Fußballstars                    | Foot star                       | Das Filmteam einer TV Reality Show will die Street-Football-Weltmeisterschaft begleiten. Als mit den Bronx Devils gedreht wird, will schließlich jede Mannschaft vor die Kamera. Plötzlich gibt es überall Rangeleien, Missgunst und Eifersucht. Die Anwesenheit des Fernseh-Teams zerstört bald die Atmosphäre des World Cups. Doch dank der Rifflers geht am Ende alles noch mal gut... | TBA 2010                    | 3. Juni 2011                          |
| 59         | 7         | Die Rückkehr der Psycho-Killers | Le retour des Méga-Killers      | Die Bürger von Maryport beschweren sich über die Street Football-Teams. Angeblich sind sie verantwortlich für Zerstörungen in der Stadt. Die Spieler wehren sich: Sie haben nichts getan! Bald gehen die Anschuldigungen so weit, dass die Weltmeisterschaft gestoppt werden könnte. Stecken am Ende die Psycho-Killers hinter dem Ganzen? Sie dürfen nicht teilnehmen und könnten Vergeltung nehmen wollen. | TBA 2010                    | 6. Juni 2011                          |
| 60         | 8         | Kapitän Jeremy                  | Capitaine Jérémy                | Muss das ausgerechnet jetzt, mitten während der Weltmeisterschaften, passieren? Tag, der wichtigste Mann bei den Rifflers, hat sich verletzt. Jetzt übernimmt Jeremy dessen Position als Captain. Die Verantwortung aber setzt Jeremy dermaßen unter Druck, dass er unausstehlich wird und seine Leute mit einem plötzlichen Kontrollwahn quält. | TBA 2010                    | 7. Juni 2011                          |
| 61         | 9         | Regeln sind Regeln              | Le règlement c’est le règlement | Um die ewigen Streitereien zwischen den verschiedenen Street Football-Teams ein für alle Mal zu begraben, gibt Fede Gabriel die Aufgabe, DIE allgemein gültigen Regeln des Street Footballs zu formulieren. Als die Rifflers aber gegen die stolzen Masai spielen sollen, finden sie sich in ihrer Kabine eingesperrt und kommen zu spät zum Match... | TBA 2010                    | 8. Juni 2011                          |
| 62         | 10        | Ein neuer Bürgermeister         | Un nouveau maire                | Es ist Wahl in Maryport. Für seinen Wahlkampf gegen den amtierenden Bürgermeister hat sich der Kandidat der Opposition ausschließlich die Themen Sicherheitslücken und die Störung der öffentlichen Ordnung während des Street Football World Cups herausgepickt. Schließlich schafft er es sogar, dass an die hundert Street Football-Spieler von ihrem Frachter geworfen werden... | TBA 2010                    | 9. Juni 2011                          |
| 63         | 11        | Samiras neuer Freund            | Samira prend le large           | Samira ist verärgert über Jeremys unreife Art. Matt dagegen ist ein richtiger Kerl, sie ist begeistert von ihm. Doch was sie nicht weiß: Matt ist ein Gangster. Am Hafen ist in Warenhäuser eingebrochen worden und der Verdacht richtet sich gegen die Street Football-Spieler. Schon bald könnte Matt Samira in ziemliche Schwierigkeiten bringen... | TBA 2010                    | 10. Juni 2011                         |
| 64         | 12        | Die Entführung                  | Disparition                     | Eloises Eltern wollen nach Amerika fliegen. Eloise ist dagegen: Sie kann doch nicht wegen einer Reise ein Weltcup-Spiel verpassen! Wahre Gefahr aber droht aus einer anderen Richtung. Denn die ewige Widersacherin Victoria will Eloise entführen lassen. Ohne ihre Torhüterin nämlich wären die Rifflers beim Cup verloren und die Dolphins hätten ein leichtes Spiel... | TBA 2010                    | 14. Juni 2011                         |
| 65         | 13        | Ein ganz besonderes Mädchen     | Une fille pas comme les autres  | Die Rifflers stehen gegen die Malaysian Tigers auf dem Feld. Die sind bekannt für ihr faires Spiel und ihre herausragende Anführerin: Die berühmte Farah hat sie schon zu vielen Siegen geführt. Als die Rifflers mehr über dieses mysteriöse Mädchen herausfinden wollen, machen sie eine unerwartete Entdeckung... | TBA 2010                    | 17. Juni 2011                         |
| 66         | 14        | Krumme Touren                   | Tricher n’est pas jouer         | Tag ist überzeugt, dass die Iroquois sprichwörtlich alles tun würden, nur um dieses Match zu gewinnen. Er glaubt sogar, sie würden dafür betrügen. Doch dann steht er mit einem Mal selbst unter diesem Verdacht. Als es um ein Tor geht, das er mit aller Bestimmtheit erzielt haben will, glauben alle, er sei ein schlechter Verlierer. | TBA 2010                    | 20. Juni 2011                         |
| 67         | 15        | Diva                            | Diva                            | Victoria macht Eloise wieder mal das Leben schwer: Sie hat sie kurzerhand zum Superstar erklärt und einen Fanclub für sie gegründet. Schon bald kann Eloise sich nicht mehr rühren, ohne eine Horde Fans im Schlepptau zu haben. Das geht nicht nur ihr an die Nieren. Als Victoria das Gerücht streut, Eloise und der Kapitän der Jerusalem Eagles flirteten miteinander, platzt eine Bombe... | TBA 2010                    | 21. Juni 2011                         |
| 68         | 16        | Atsukos Geheimnis               | Le secret d’Atsuko              | Sam und Eloise freunden sich mit Atsuko an, einer Spielerin der Tokyo Mangas. Doch schnell fühlt sich Eloise von Atsuko und Sam ausgeschlossen. Sam findet, sie sei nur eifersüchtig. Sie glaubt Eloise nicht, als sie ihr von ihrem Verdacht erzählt, Atsuko könnte vielleicht das japanische Mädchen sein, das aus ihrem Zuhause „verschwunden“ ist. | TBA 2010                    | 22. Juni 2011                         |
| 69         | 17        | Ein Trainer für die Blues       | Un entraîneur pour les Bleus    | Die Rifflers haben ein Riesenproblem: Sie haben ihren legendären Teamgeist verloren. Sie beschließen einen Coach zu bestellen, der sie auf den rechten Weg zurückbringen soll. Doch es fällt ihnen schwer, die Regeln des neuen Trainers zu befolgen – eines Ex-Profi-Fußballspielers, der von Samira empfohlen wurde. Zu allem Überfluss wird Jeremy auch noch eifersüchtig auf Gabriel. | TBA 2010                    | 24. Juni 2011                         |
| 70         | 18        | Tek und die Liebe               | Teknique de drague              | Die Torhüterin der Pharaos hat eine seltsame Ausstrahlung und eine mysteriöse Gabe. Irgendwie schafft sie es regelmäßig, die Stürmer der Gegner völlig zu destabilisieren. Dann verliebt sich ausgerechnet Tek in sie. Vor lauter Missverständnissen und Verwirrungen weigert er sich schließlich, an dem Entscheidungsspiel gegen die Pharaos teilzunehmen. | TBA 2010                    | 27. Juni 2011                         |
| 71         | 19        | Eine Reise mit Nicolas          | Croisière avec Nico             | Die Endspiele der Weltmeisterschaft stehen kurz bevor. Deshalb verordnet Fede den Teams ein paar Tage Ruhe. Er nimmt sie mit auf einen Bootsausflug. Dort wartet eine Überraschung auf die anderen: Gerade als sie ablegen, kommt Nicolas Anelka höchstpersönlich an Bord des Frachters. Was Fede aber nicht weiß, auch die anderen planen mit vereinten Kräften eine Überraschung: Eine Geburtstags-Party. | TBA 2010                    | 15. Juni 2011                         |
| 72         | 20        | Willkommen in Tunis             | Bienvenue à Tunis               | Als die Teams schließlich in Tunis ankommen, scheint es Nicolas, Fede und den Blues, als würden sie überall auf den Straßen nur Street Football-Spieler sehen. Da hat Nicolas die Idee, aus den jungen Tunesiern ein Team zusammenzustellen. Diese frische Mannschaft soll dann zum Spaß gegen ein Team, halb bestehend aus den Blues, halb bestehend aus den Dolphins, antreten. Mit der Zeit finden die Worldcup-Spieler heraus, dass ihre Gegner, „Die Früchte Tunesiens“ nicht unterschätzt werden dürfen und sicherlich eine große Zukunft vor sich haben werden. Am Abend gibt es dann noch eine wilde Party am Strand von Tunis, bei der auch die Tunesische Mannschaft eingeladen ist. | TBA 2010                    | 16. Juni 2011                         |
| 73         | 21        | Die Wahrsagerin                 | Écrit dans les étoiles          | Ein kleiner Jahrmarkt macht Halt in Maryport. Die Kinder genießen ein wenig ihre freie Zeit dort. Angestiftet von Jeremy suchen die Riffler einen Hellseher auf, der ihnen eine wenig glorreiche Zukunft voraussagt: Sie werden den Cup nicht gewinnen! Zurück auf dem Frachter ist die Stimmung seltsam zwiegespalten... | TBA 2010                    | 28. Juni 2011                         |
| 74         | 22        | Geisterstunde                   | Histoires de fantômes           | Wie sollte es anders sein: Nachts auf dem Schiff machen sich die Street Football-Spieler einen Spaß daraus, sich gegenseitig zu erschrecken. Geistergeschichten machen die Runde und es geht richtig gruselig zu. Doch da entdecken die Kinder im Laderaum der Melville das Logbuch eines Kapitäns, der schon über 100 Jahre tot ist. Ist an ihren Geschichten was dran? | TBA 2010                    | 29. Juni 2011                         |
| 75         | 23        | Vergangenheit                   | Un passé mal passé              | Jacky, ein alter Freund von Fede, kommt zu Besuch. Die Kinder lernen ihn gerade neu kennen. Als Fede von einem eigenartigen Inspektor in Beschlag genommen wird, der entschlossen scheint, die Meisterschaften gänzlich zu ruinieren, unternimmt Jacky den Versuch, die Kids gegen Fede aufzubringen. Zum Glück sind die Riffler in der Nähe... | TBA 2010                    | 30. Juni 2011                         |
| 76         | 24        | Angst vorm Abschied             | Peur de se perdre               | Eloise weiß, dass sie Maryport bald verlassen muss. Den anderen erzählt sie das nicht gleich. Aus gutem Grund: Die Nachricht schlägt ein wie eine Bombe. Nun ist klar: Nach diesem Sommer wird alles vorbei sein; jeder wird seiner Wege gehen, es wird keine Rifflers und kein Street Football mehr geben. | TBA 2010                    | 1. Juli 2011                          |
| 77         | 25        | Einzug ins Halbfinale           | L’esprit vainqueur              | So sehr sie es auch versuchen, es gelingt den Rifflers nicht, ausreichend Informationen über die Dolphins zu bekommen. Das kommt ihnen recht merkwürdig vor. Sie forschen weiter. Victoria aber, die fürchtet, entdeckt zu werden, zieht ihren nächsten bösen Joker aus der Tasche. Doch da lässt eine bizarre Begegnung sie ihre Meinung wieder ändern... | TBA 2010                    | 4. Juli 2011                          |
| 78         | 26        | Die Blues auf ewig              | Les bleus pour toujours         | Tag soll mit seinem Vater nach Argentinien fliegen. Da ist das Team entschieden einer Meinung. Doch als ob es nicht genug ist, dass sie nun ohne Kapitän dastehen, wird nun auch noch Gabriel an eine Pariser Hochbegabtenschule versetzt und einer der Techno-Zwillinge für ein professionelles Fußball-Team ausgewählt. So sollen die Blues das Finale gewinnen? | TBA 2010                    | 5. Juli 2011                          |